# Liste der Biografien/Schule
Liste der Biografien |
Portal Biografien |
Personensuche
# |
A |
B |
C |
D |
E |
F |
G |
H |
I |
J |
K |
L |
M |
N |
O |
P |
Q |
R |
S |
T |
U |
V |
W |
X |
Y |
Z |
?
 
Sa |
Sb |
Sc |
Sd |
Se |
Sf |
Sg |
Sh |
Si |
Sj |
Sk |
Sl |
Sm |
Sn |
So |
Sp |
Sq |
Sr |
Ss |
St |
Su |
Sv |
Sw |
Sy |
Sz
 
Sca–Sce |
Sch |
Sci–Scz
 
Scha |
Schc |
Schd |
Sche |
Schg |
Schi |
Schj |
Schk |
Schl |
Schm |
Schn |
Scho |
Schp |
Schr |
Schs |
Scht |
Schu |
Schv |
Schw |
Schy
 
Schua |
Schub |
Schuc |
Schud |
Schue |
Schuf |
Schug |
Schuh |
Schui |
Schuk |
Schul |
Schum |
Schun |
Schuo |
Schup |
Schuq |
Schur |
Schus |
Schut |
Schuu |
Schuv |
Schuw |
Schuy |
Schuz
 
Schula |
Schulb |
Schuld |
Schule |
Schulg |
Schulh |
Schuli |
Schulj |
Schulk |
Schull |
Schulm |
Schulo |
Schulp |
Schulr |
Schuls |
Schult |
Schulw |
Schuly |
Schulz
Die Liste der Biografien führt alle Personen auf, die in der deutschsprachigen Wikipedia einen Artikel haben. Dieses ist eine Teilliste mit 308 Einträgen von Personen, deren Namen mit den Buchstaben „Schule“ beginnt.

## Schule
- Schüle, Adolf (1901–1967), deutscher Jurist
- Schüle, Albert (1890–1947), deutscher Politiker (NSDAP), MdR
- Schüle, Andreas (* 1968), deutscher evangelischer Alttestamentler
- Schüle, Annegret (* 1959), deutsche Historikerin, Kuratorin und Privatdozentin
- Schule, Christian (1764–1816), dänischer Zeichner und Kupferstecher
- Schüle, Christian (* 1970), deutscher Schriftsteller und Essayist
- Schüle, Dorothea (* 1970), deutsche Malerin
- Schüle, Emilia (* 1992), deutsche Schauspielerin russlanddeutscher AbstammungEmilia Schüle (* 1992)

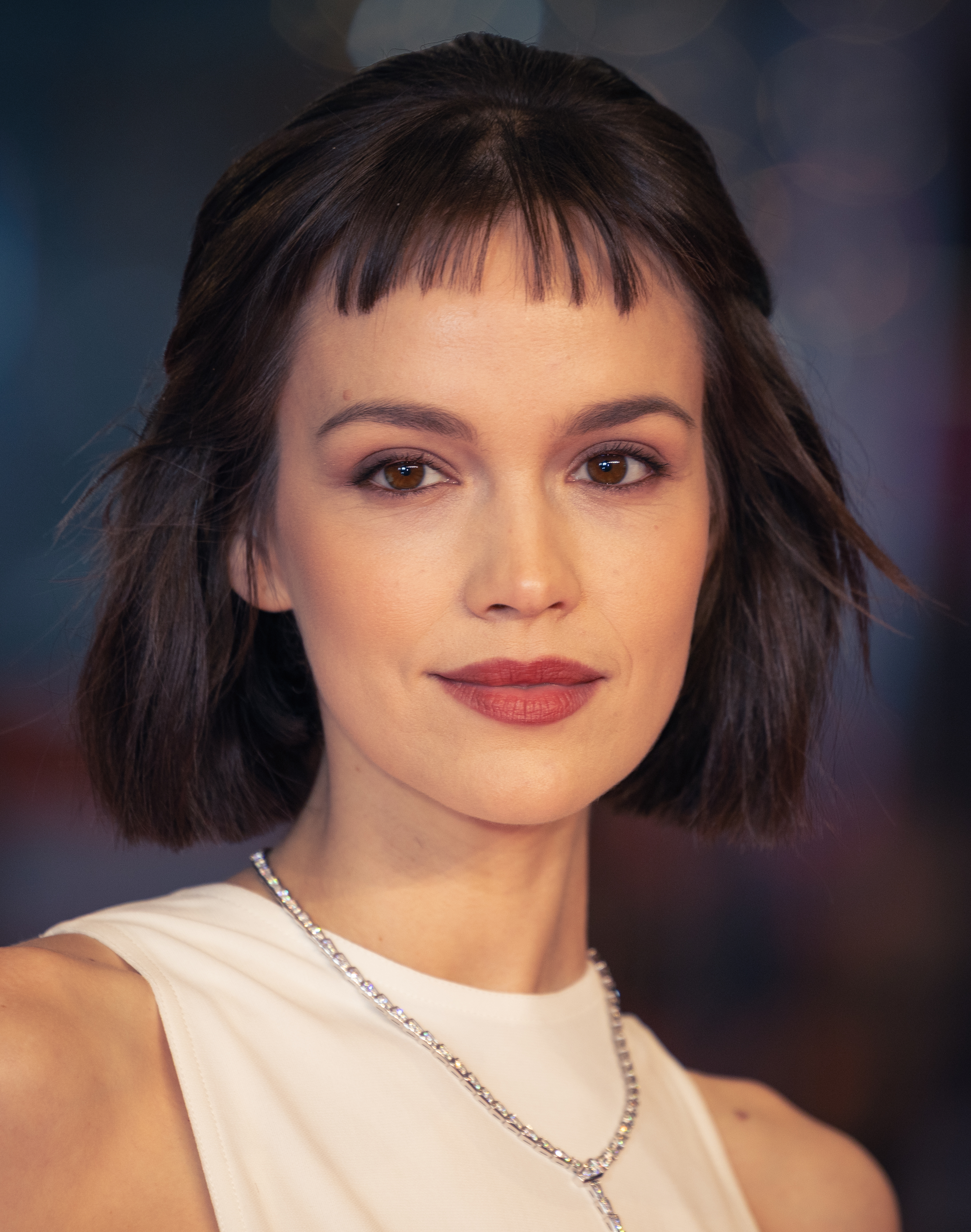
Emilia Schüle (* 1992)

- Schüle, Ernest (1912–1989), Schweizer Romanist, Dialektologe und Ethnologe
- Schüle, Erwin (1913–1993), deutscher Staatsanwalt
- Schule, Fred (1879–1962), US-amerikanischer Hürdenläufer und Olympiasieger
- Schüle, Hans (* 1965), deutscher Bildhauer und Maler
- Schüle, Heinrich (1840–1916), deutscher Psychiater und langjähriger Direktor der Heil- und Pflegeanstalt Illenau
- Schüle, Heinrich Otto (* 1963), deutscher Agrarökonom
- Schüle, Ilse (1903–1997), deutsche Schriftschneiderin und Typografin
- Schüle, Johann Heinrich (1720–1811), deutscher Unternehmer, Kattunfabrikant
- Schüle, Klaus († 2012), deutscher Romanist, Didaktiker und Landeswissenschaftler
- Schüle, Klaus (* 1963), deutscher Politiker (CDU), MdL
- Schüle, Manja (* 1976), deutsche Politikerin (SPD)
- Schüle, Rose-Claire (1921–2015), Schweizer Ethnologin und Dialektologin
- Schüle, Rudolf Friedrich I. (1808–1886), deutscher Unternehmer
- Schüle, Susanne (* 1967), deutsche Kamerafrau
- Schüle, Tim (* 1990), deutscher Eishockeyspieler
- Schüle, Wilhelm (1871–1931), schweizerischer Ingenieur bei der Eidgenössischen Landestopographie

### Schulei
- Schülein, Hermann (1884–1970), Brauereidirektor in München und New York
- Schülein, Johann August (* 1947), deutscher Soziologe und Hochschullehrer
- Schülein, Joseph (1854–1938), deutscher Brauereibesitzer und PhilanthropJoseph Schülein (1854–1938)

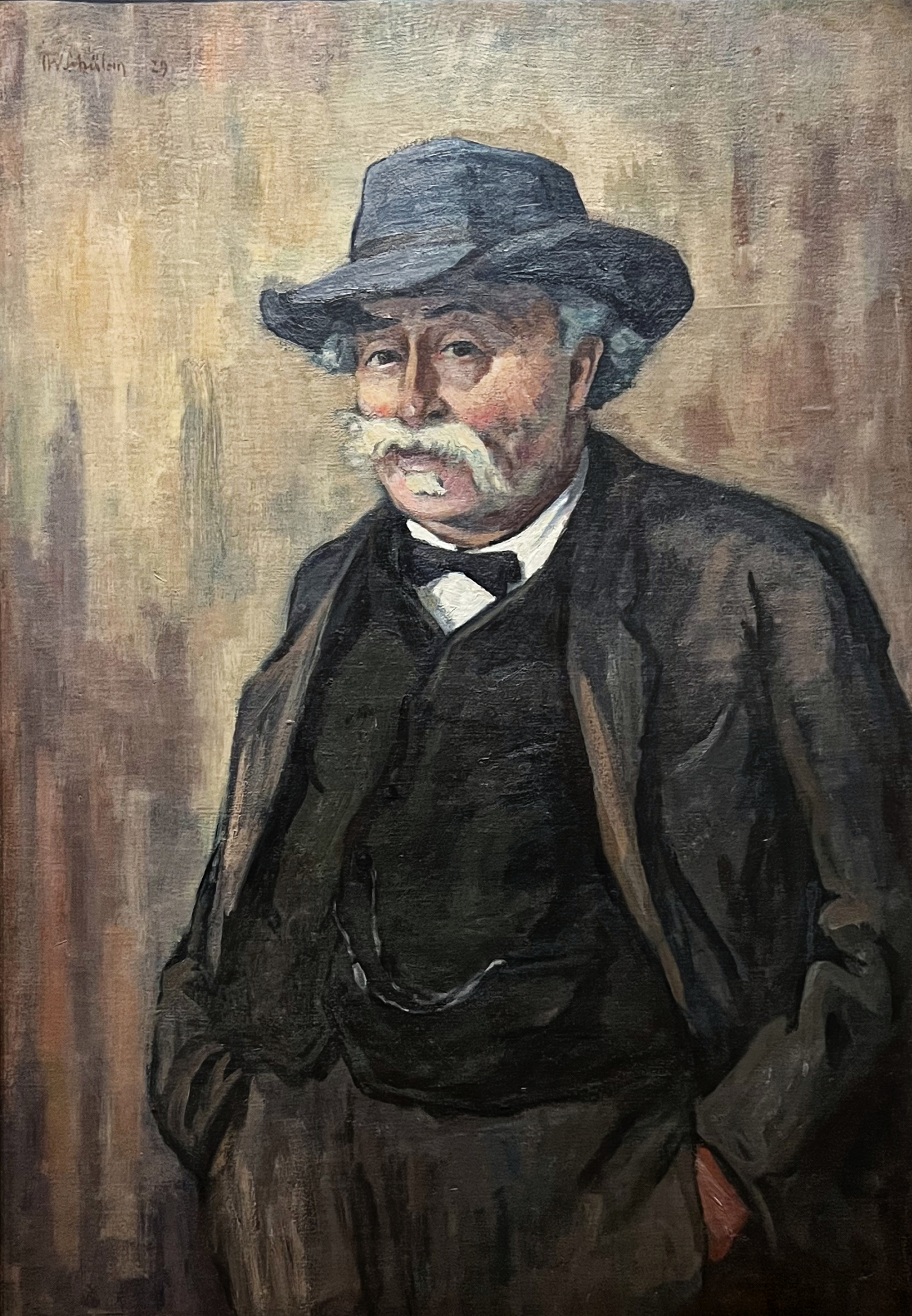
Joseph Schülein (1854–1938)

- Schülein, Julius Wolfgang (1881–1970), deutsch-amerikanischer Maler
- Schuleit, Anna (* 1974), deutsch-US-amerikanische Malerin und Installationskünstlerin

### Schulek
- Schulek, Frigyes (1841–1919), ungarischer Architekt
- Schulek, Vilmos (1843–1905), ungarischer Augenarzt

### Schulem
- Schulemann, Günther (1889–1964), deutscher römisch-katholischer Theologe und Professor für Philosophie
- Schulemann, Werner (1888–1975), deutscher Pharmakologe
- Schulemberg, Jean de (1598–1671), französischer Aristokrat und Militär, Marschall von Frankreich

### Schulen
- Schülen, Werner (1928–2021), deutscher Wirtschaftsprüfer und Steuerberater
- Schulenberg, Klaus-Peter (* 1951), deutscher Unternehmer
- Schulenberg, Ralf (* 1949), deutscher Fußballspieler
- Schulenberg, Thomas Scott (* 1954), US-amerikanischer Ornithologe
- Schulenberg, Werner, deutscher Schauspieler
- Schulenberg, Wolfgang (1920–1985), deutscher Pädagoge und Hochschulrektor
- Schulenburg, Achaz von der (1669–1731), preußischer Generalleutnant
- Schulenburg, Adolph Friedrich von der (1685–1741), Reichsgraf, Generalleutnant im Preußischen Heer und Vertrauter von König Friedrich Wilhelm I. von Preußen
- Schulenburg, Albrecht von der (1801–1869), deutscher Gutsbesitzer und Mitglied des Preußischen Herrenhauses
- Schulenburg, Alexander Eduard von der (1803–1870), preußischer Offizier und Landrat
- Schulenburg, Alexander Friedrich Christoph von der (1720–1801), kaiserlicher Oberst
- Schulenburg, Alexander Friedrich Georg von der (1745–1790), preußischer Wirklicher Geheimer Rat und Minister
- Schulenburg, Alexander Jakob von der (1710–1775), kurfürstlich braunschweig-lüneburgischer Generalmajor, Erbherr vom Emden, Altenhausen sowie Hohenwarsleben mit Ivenrode
- Schulenburg, Alexander von der (1662–1733), Generalleutnant und Gouverneur von Celle sowie Besitzer des Rittergutes Altenhausen
- Schulenburg, August Ferdinand von der (1729–1787), preußischer Generalmajor
- Schulenburg, August Karl von der (1764–1838), deutscher Großgrundbesitzer, Abgeordneter der Reichsstände des Königreichs Westphalen
- Schulenburg, August von der (1754–1833), mecklenburg-strelitzischer Kammerherr und Legationsrat
- Schulenburg, Bernhard von der (1844–1929), preußischer Generalmajor, Rechtsritter des Johanniterordens
- Schulenburg, Bernhard von der (1852–1936), deutscher Kavallerieoffizier, Landwirt und Politiker
- Schulenburg, Bodo (1934–2022), deutscher Fernsehredakteur, -regisseur und Schriftsteller
- Schulenburg, Chris (* 1980), deutscher Politiker (CDU), MdL
- Schulenburg, Christian Alexander Albrecht Carl von der (1773–1850), preußischer Offizier und Landrat
- Schulenburg, Christoph Daniel von der (1712–1775), preußischer Hauptmann und Landrat
- Schulenburg, Christoph III. von der (1502–1570), Rat im Herzogtum Braunschweig
- Schulenburg, Christoph von der (1513–1580), Bischof von Ratzeburg, Propst von Diesdorf
- Schulenburg, Daniel Bodo von der (1662–1732), königlich-polnischer und kurfürstlich-sächsischer Generalleutnant
- Schulenburg, Daniel Levin Andreas von der (1690–1752), deutscher Adliger und Landrat des Kreises Greifenhagen
- Schulenburg, Daniel von der (1613–1692), Stadtvogt und Amtmann
- Schulenburg, Dietrich von der, Propst von Cölln und Berlin und kurfürstlicher Rat in Brandenburg (1512–1525)
- Schulenburg, Dietrich von der († 1393), Bischof von Brandenburg (1365–1393)
- Schulenburg, Dietrich von der (1849–1911), deutscher Standesherr und Politiker
- Schulenburg, Edo Friedrich von der (1816–1904), preußischer Gutsbesitzer, Landrat und Politiker
- Schulenburg, Ernst August von der (1692–1743), braunschweig-lüneburgischer Brigadier
- Schulenburg, Ernst von der (1812–1843), preußischer Landrat
- Schulenburg, Florens Bernhard von der (1826–1900), deutscher Rittergutsbesitzer, Hofbeamter und Parlamentarier
- Schulenburg, Friedrich Albrecht von der (1772–1853), sächsischer Diplomat und Minister
- Schulenburg, Friedrich Gottlob Jakob von der (1818–1893), preußischer Verwaltungsjurist und Landrat
- Schulenburg, Friedrich Graf von der (1865–1939), deutscher General der Kavallerie und Politiker (DNVP, NSDAP), MdR
- Schulenburg, Friedrich von der (1769–1821), deutscher Regierungsbeamter
- Schulenburg, Friedrich Wilhelm von der (1699–1764), preußischer Hauptmann
- Schulenburg, Friedrich-Werner Graf von der (1875–1944), deutscher Diplomat, Widerstandskämpfer, NS-OpferFriedrich-Werner Graf von der Schulenburg (1875–1944)

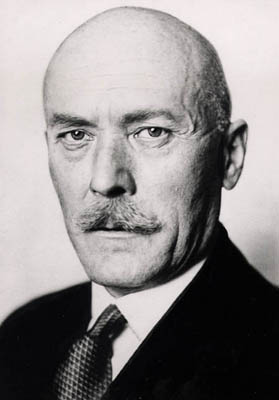
Friedrich-Werner Graf von der Schulenburg (1875–1944)

- Schulenburg, Fritz (1894–1933), deutscher Arbeiter und Widerstandskämpfer
- Schulenburg, Fritz von der (1591–1613), deutscher Student
- Schulenburg, Fritz von der (1843–1921), deutscher Landrat und Mitglied des Preußischen Herrenhauses
- Schulenburg, Fritz-Dietlof von der (1902–1944), deutscher Verwaltungsbeamter und Widerstandskämpfer
- Schulenburg, Gebhard Friedrich Casimir von der (1734–1798), kurfürstlich-sächsischer und königlich-polnischer Kammerherr, Oberforst- und Jägermeister und Rittergutsbesitzer
- Schulenburg, Gebhard Werner von der (1722–1788), Hofmarschall am preußischen Hofe
- Schulenburg, Georg (1872–1963), deutscher Kaufmann und Politiker (NLP), MdR
- Schulenburg, Georg Werner von der (1690–1743), königlich preußischer Oberst, Regimentschef und Kommandant der Festung Pillau
- Schulenburg, Gerhard (1926–2013), deutscher Fußballschiedsrichter
- Schulenburg, Günther von der (1819–1895), deutscher Gutsbesitzer und Politiker
- Schulenburg, Günther von der (1865–1939), deutscher Offizier, Publizist und Homosexuellen-Aktivist
- Schulenburg, Gustav (1874–1944), deutscher Kommunalpolitiker, Gewerkschafter und Widerstandskämpfer
- Schulenburg, Gustav Adolf von der (1632–1691), kurbrandenburgischer Geheimrat, Kammerpräsident und Erbherr auf Emden
- Schulenburg, Gustav von der (1793–1855), preußischer Generalmajor, Mitglied des Preußischen Herrenhauses
- Schulenburg, Hans Georg von der (1645–1715), dänischer Gouverneur
- Schulenburg, Heddo (1928–2008), deutscher Theater- und Filmschauspieler
- Schulenburg, Heinrich (1811–1859), deutscher Politiker
- Schulenburg, Heinrich Hartwig von der (1705–1754), sardinischer Generalmajor
- Schulenburg, Heinrich Joachim von der (1610–1665), letzter Landvogt der Niederlausitz
- Schulenburg, Hermann von der (1794–1860), preußischer Generalleutnant
- Schulenburg, Hermann von der (1829–1865), preußischer Offizier und Kapuziner
- Schulenburg, Jakob von der (1515–1576), kaiserlicher Feldmarschall
- Schulenburg, Jens (* 1970), deutscher Hörfunkmoderator
- Schulenburg, Johann-Matthias Graf von der (* 1950), deutscher Wirtschaftswissenschaftler
- Schulenburg, Joseph Ferdinand Adolf Achaz von der (1776–1831), preußischer Generalleutnant
- Schulenburg, Julius von der (1809–1893), preußischer Generalleutnant, Hofmarschall und Rechtsritter des Johanniterordens
- Schulenburg, Karl Ludwig von der (1799–1880), preußischer Landrat und Politiker, MdR
- Schulenburg, Leopold von der (1769–1826), preußischer Landrat, Gutsbesitzer und Abgeordneter
- Schulenburg, Leopold Wilhelm von der (1772–1838), preußischer Rittmeister, Landrat
- Schulenburg, Levin Friedrich V. von der (1801–1842), Kammerherr, Majoratsherr auf Burg- und Kirchscheidungen und Abgeordneter
- Schulenburg, Levin Friedrich von der (1738–1801), kursächsischer Geheimer Rat und Erb-, Lehn- und Gerichtsherr auf Burgscheidungen und Kirchscheidungen sowie Kleinliebenau
- Schulenburg, Levin Rudolph von der (1727–1788), preußischer Offizier, zuletzt Generalleutnant sowie wirklicher Geheimer Staats- und Kriegsminister
- Schulenburg, Levin von der (1581–1640), Landrat im Fürstentum Anhalt
- Schulenburg, Lutz (1953–2013), deutscher anarchistischer Verleger und Begründer der Edition Nautilus
- Schulenburg, Marnie (1984–2022), US-amerikanische Schauspielerin
- Schulenburg, Matthias Johann von der (1661–1747), deutscher Reichsgraf, Erbherr auf Emden und Feldmarschall im Dienste der Republik Venedig
- Schulenburg, Matthias von der (1578–1656), Oberhauptmann des Holzkreises, Landrat im Erzstift Magdeburg
- Schulenburg, Melusina von der, Countess of Walsingham (1693–1778), deutsch-englische Adlige
- Schulenburg, Melusine von der (1667–1743), Mätresse des englischen Königs Georg I.
- Schulenburg, Michael von der (1903–1958), deutscher Physiker
- Schulenburg, Michael von der (* 1948), deutscher Diplomat der OSZE und der UNMichael von der Schulenburg (* 1948)

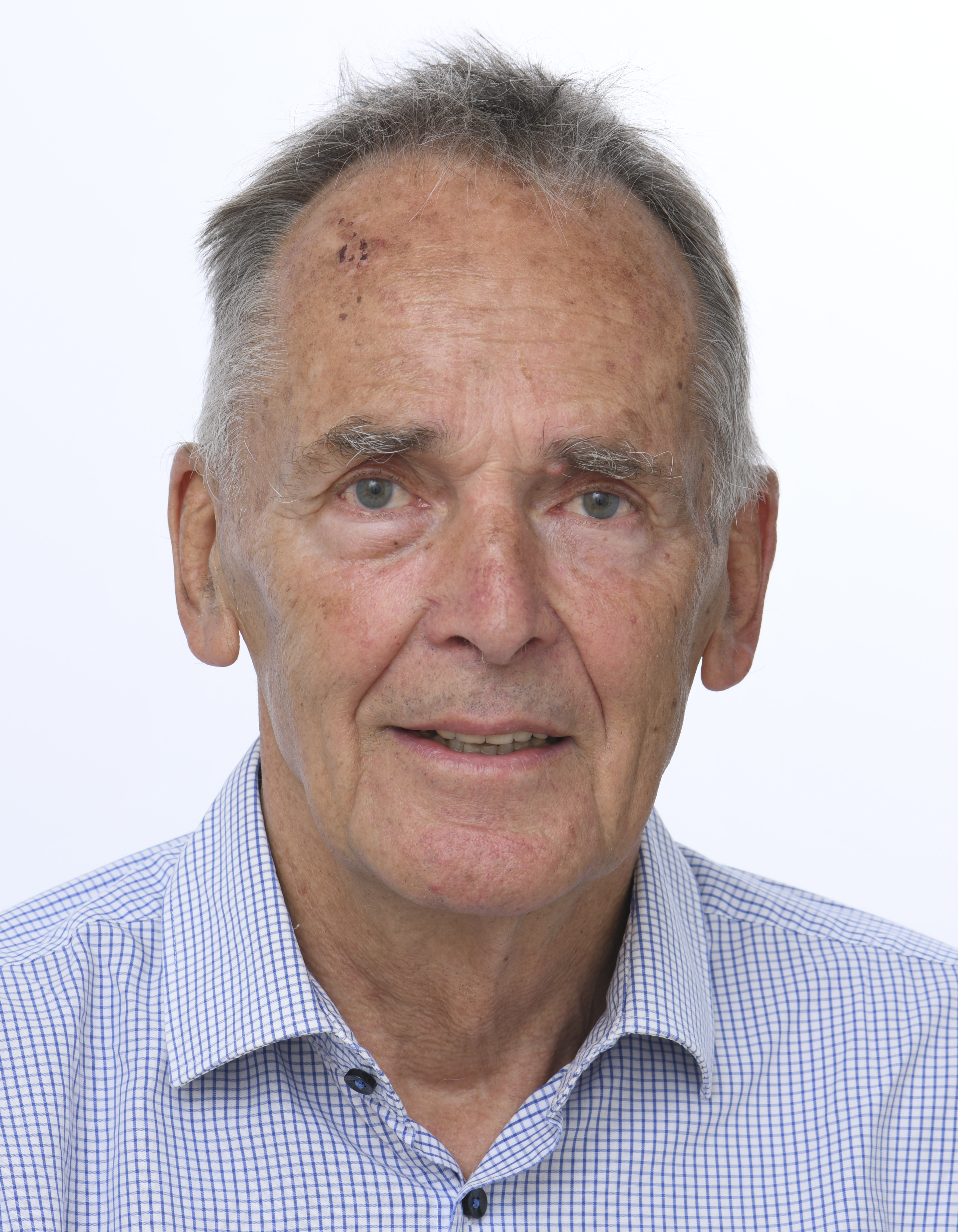
Michael von der Schulenburg (* 1948)

- Schulenburg, Moritz Levin Friedrich von der (1774–1814), königlich-sächsischer Kammerherr, Majoratsherr auf Burg- und Kirchscheidungen, Erbherr von Branderode und Netzschkau
- Schulenburg, Otto Casimir von der (1705–1743), kurfürstlich-sächsischer und königlich-polnischer Kammerjunker, Domherr zu Merseburg und Rittergutsbesitzer
- Schulenburg, Otto von der (1834–1923), preußischer Generalmajor
- Schulenburg, Otto von der (1888–1972), deutscher Jurist und Politiker
- Schulenburg, Paul (1871–1937), deutscher Unternehmer in der Textilindustrie und bedeutender Kunstmäzen
- Schulenburg, Peter (1939–2025), deutscher Fluchthelfer an der innerdeutschen Grenze
- Schulenburg, Richard von der (* 1974), deutscher Musiker
- Schulenburg, Rudolf von der (1860–1930), preußischer Oberpräsident und Politiker
- Schulenburg, Sigrid von der (1885–1943), deutsche Philosophin, Editorin und Schriftstellerin
- Schulenburg, Theodor (1831–1911), deutscher Theologe, Gymnasiallehrer und plattdeutscher Schriftsteller
- Schulenburg, Tisa von der (1903–2001), deutsche Künstlerin und Ordensschwester
- Schulenburg, Ulrich N. (* 1941), österreichischer Verleger
- Schulenburg, Wedige von der (1896–1977), deutscher Offizier
- Schulenburg, Wedige von der (1945–2021), deutscher Politiker (CDU), MdBB
- Schulenburg, Werner Graf von der (* 1929), deutscher Diplomat
- Schulenburg, Werner von der, Staatsmann in pommerschen und brandenburgischen Diensten
- Schulenburg, Werner von der (1679–1755), dänischer Kriegsminister und Feldmarschall
- Schulenburg, Werner von der (1829–1911), deutscher Offizier und Politiker, MdR
- Schulenburg, Werner von der (1836–1903), preußischer Generalleutnant
- Schulenburg, Werner von der (1841–1913), preußischer Landrat und Politiker, MdR
- Schulenburg, Werner von der (1881–1958), deutscher Bühnenautor
- Schulenburg, Wilhelm von der (1806–1883), preußischer Landrat und Landesdirektor der Altmark
- Schulenburg, Wilibald von (1847–1934), deutscher Landschaftsmaler und Volkskundler
- Schulenburg, Winfried von der (1882–1945), deutscher Generalleutnant im Zweiten Weltkrieg
- Schulenburg, Wolf-Werner von der (1899–1944), deutscher Offizier und nationalsozialistischer Politiker
- Schulenburg, Wulf Dietrich von der (1731–1803), dänischer Generalleutnant
- Schulenburg-Altenhausen, Bernhard von der (1809–1872), deutscher Rittergutsbesitzer, Verwaltungsbeamter und Politiker
- Schulenburg-Burgscheidungen, Werner von der (1836–1893), preußischer Großgrundbesitzer und Mitglied des Preußischen Herrenhauses
- Schulenburg-Emden, Alexander von der (1762–1820), deutscher Großgrundbesitzer
- Schulenburg-Emden, Eduard von der (1792–1871), deutscher Gutsbesitzer und Mitglied des Preußischen Herrenhauses
- Schulenburg-Filehne, Adelbert von der (1817–1874), deutscher Allodialherrschaftsbesitzer und Politiker, MdR
- Schulenburg-Hehlen, Günther von der (1859–1935), sächsischer Generalleutnant
- Schulenburg-Hehlen, Werner von der (1847–1931), deutscher Rittergutsbesitzer und Politiker (DHP), MdR
- Schulenburg-Heßler, Werner Graf von der (1852–1930), deutscher Agrarier und Politiker
- Schulenburg-Kehnert, Friedrich Wilhelm von der (1742–1815), preußischer Offizier, zuletzt General der Kavallerie sowie Minister beim Generaldirektorium und beim Oberkriegskollegium
- Schulenburg-Oeynhausen, Ferdinand Ludwig von (1699–1754), österreichischer General-Feldzeugmeister
- Schulenburg-Priemern, Gustav von der (1814–1890), deutscher Diplomat
- Schulenburg-Priemern, Richard von der (1857–1943), deutscher Offizier
- Schulenburg-Wolfsburg, Ernst von der (1832–1878), deutscher Gutsbesitzer und Politiker
- Schulenburg-Wolfsburg, Gebhard von der (1763–1818), deutscher Staatsmann
- Schulenburg-Wolfsburg, Günther Graf von der (1891–1985), deutscher letzter adeliger Besitzer von Schloss Wolfsburg, Erbauer von Schloss Neumühle und Ehrenbürger von Wolfsburg
- Schulenburg-Wolfsburg, Günzel Graf von der (1934–2018), deutscher Land- und Forstwirt, Unternehmer sowie Pferdesportler und Sportfunktionär
- Schulenburg-Wolfsburg, Rudolf Graf von der (* 1937), deutscher Manager
- Schulenburg-Wolfsburg, Werner von der (1792–1861), deutscher Gutsbesitzer und Politiker
- Schulenburg-Wolfsburg, Werner-Karl-Hermann Graf von der (1857–1924), Fideikommißherr von Schloss Wolfsburg und Mitglied des Preußischen Herrenhauses

### Schuler
- Schuler von Libloy, Friedrich (1827–1900), österreichischer Historiker und Hochschullehrer
- Schuler von Senden, Carl (1752–1833), hessischer Minister und Präsident des Oberappellationsgerichts Kassel
- Schuler von Senden, Ernst Wilhelm (1812–1899), preußischer Generalleutnant
- Schuler von Senden, Friedrich (1753–1827), preußischer General der Infanterie
- Schüler, Adam Christoph (* 1640), deutscher Schauspieler, Dramaturg und Theaterschriftsteller
- Schuler, Adelrich (1922–1989), Schweizer Redakteur und Politiker
- Schuler, Adrian (* 1992), Schweizer Skispringer
- Schuler, Albert (1928–2024), deutscher Kommunalpolitiker
- Schüler, Alexander (* 1955), deutscher Regisseur, Filmproduzent und Unternehmer
- Schuler, Alf (* 1945), deutscher Künstler
- Schüler, Alfred (1858–1938), deutscher Maler
- Schuler, Alfred (1865–1923), deutscher MystikerAlfred Schuler (1865–1923)

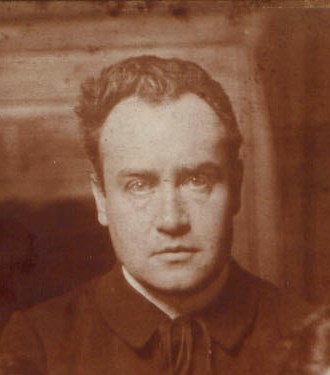
Alfred Schuler (1865–1923)

- Schüler, Alfred (1897–1980), römisch-katholischer Geistlicher
- Schüler, Andreas (* 1967), deutscher Wirtschaftswissenschaftler
- Schuler, Andreas (* 1995), Schweizer Skispringer
- Schuler, Arnold (* 1962), italienischer Politiker (Südtirol)
- Schuler, August (* 1957), deutscher Politiker (CDU), MdL
- Schuler, Bernhard (* 1956), deutscher Politiker
- Schüler, Bernhard (* 1979), deutscher Jazzmusiker, Mitglied von Triosence
- Schuler, Bernhard Wilhelm (1850–1922), deutscher Bankier, Verleger und Schriftsteller
- Schuler, Bettina (* 1975), deutsche Buchautorin
- Schüler, Bruno (1901–1956), deutscher Manager, Verwaltungsbeamter und Politiker (NSDAP)
- Schuler, Carl (1851–1917), österreichischer Hotelier und Sport- und Fremdenverkehrspionier
- Schuler, Carol (* 1987), Schweizer SchauspielerinCarol Schuler (* 1987)

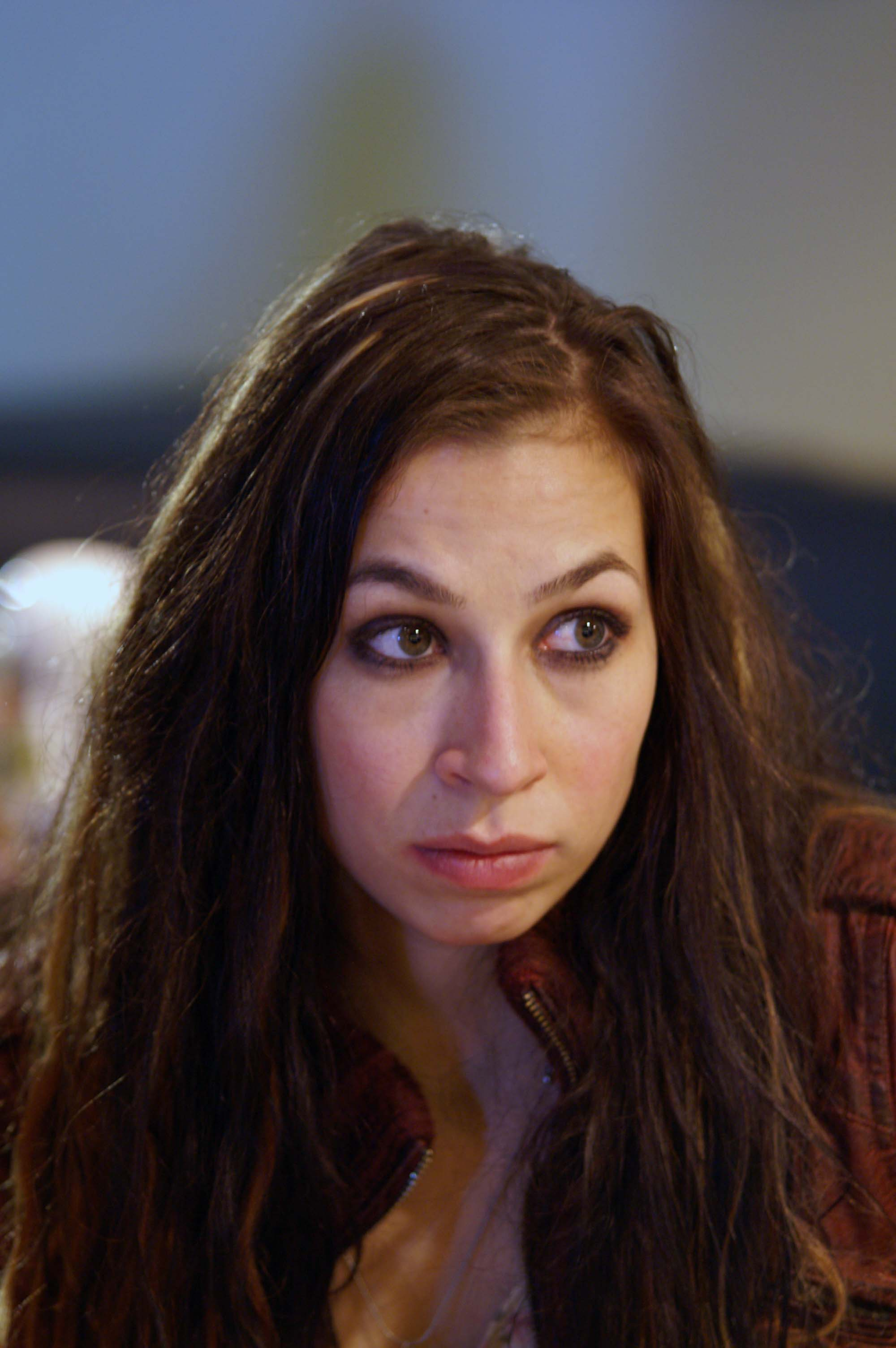
Carol Schuler (* 1987)

- Schuler, Carolyn (1943–2024), US-amerikanische Schwimmerin
- Schuler, Chiara-Belinda (* 2001), österreichische Siebenkämpferin
- Schüler, Christian (1798–1874), deutscher Jurist und Politiker
- Schuler, Christof (* 1965), deutscher Althistoriker und Epigraphiker
- Schuler, Christoph (* 1980), deutscher Film- und Werberegisseur sowie Filmproduzent
- Schüler, Daniel (* 1990), deutscher Fernsehmoderator und Journalist
- Schüler, David (* 1963), deutscher Volleyballspieler
- Schuler, Diana (* 1981), deutsche Snookerspielerin und Marketingdirektorin des Snooker-Frauenweltverbandes World Women’s Snooker (WWS)
- Schüler, Dieter (1941–2024), deutscher Fußballspieler
- Schuler, Dionysius (1854–1926), deutscher Franziskaner, Ordensoberer und Titularerzbischof
- Schüler, Edmund (1873–1952), deutscher Jurist und Diplomat
- Schuler, Einar von (1930–1990), deutscher Altorientalist
- Schüler, Emil (1811–1881), deutscher Reichsgerichtsrat
- Schuler, Emil (1888–1955), württembergischer Landtagsabgeordneter
- Schüler, Erich (1905–1987), deutscher Politiker (NSDAP), MdR
- Schüler, Erich (1907–1975), deutscher Arzt und Politiker (CDU)
- Schüler, Ernst (1807–1881), deutsch-schweizerischer Revolutionär, Lehrer, Verleger, Journalist und Politiker
- Schuler, Evelyn (* 1974), brasilianische Skirennläuferin und Schweizer Anthropologin
- Schüler, Felix (* 1894), deutscher Reichsehrenrichter der Wirtschaft und Generalsekretär
- Schuler, Franz (* 1862), deutscher Opernsänger (Tenor)
- Schuler, Franz (* 1962), österreichischer Biathlet
- Schuler, Franz Karl (1817–1854), Schweizer Politiker
- Schuler, Fred (* 1940), deutscher Kameramann
- Schuler, Fridolin (1832–1903), Schweizer Arzt und Fabrikinspektor
- Schüler, Friedrich (1791–1873), deutscher Jurist und demokratischer Politiker
- Schüler, Friedrich Julius (1832–1894), österreichischer Eisenbahn- und Fremdenverkehrspionier
- Schuler, Fritz (1885–1955), deutscher Politiker (CDU), MdL, MdB
- Schuler, Fritz (* 1944), österreichischer Politiker (FPÖ), Landtagsabgeordneter in Vorarlberg
- Schüler, Georg (* 1860), deutscher Chemiker, Manager und Politiker (DNVP), MdL
- Schüler, Gerhard (* 1941), deutscher Autorennfahrer
- Schuler, Gerold (* 1951), deutscher Dermatologe und Hochschullehrer
- Schuler, Gervasius († 1563), Schweizer evangelischer Theologe und Reformator
- Schüler, Gideon (1925–2017), deutscher Buchhändler, Verleger, Galerist und Lyriker
- Schüler, Gisela (1928–2013), deutsche Sozialarbeiterin, Autorin und Herausgeberin
- Schüler, Gottfried (1923–1999), deutscher Künstler
- Schüler, Günter (* 1934), deutscher Fußballspieler
- Schuler, Günter (* 1955), deutscher Journalist und Autor
- Schüler, Gunther, deutscher Schauspieler
- Schüler, Gustav (1868–1938), deutscher Dichter
- Schüler, Hajo (* 1971), deutscher Schauspieler und Maskenbauer
- Schüler, Hanne, deutsche Kinderbuchautorin
- Schüler, Hannelore (1926–2018), deutsche Theaterschauspielerin und Synchronsprecherin
- Schüler, Hans (1897–1963), deutscher Opernregisseur und Theaterintendant
- Schuler, Heinz (1928–2007), deutscher Freimaurer und Mozart-Forscher
- Schuler, Heinz (1945–2021), österreichischer Psychologe und Hochschullehrer
- Schüler, Henry (* 1959), deutscher Fußballspieler
- Schüler, Herbert (1908–1975), deutscher Politiker (SPD), MdBB
- Schüler, Hermann (1894–1964), deutscher Physiker
- Schüler, Horst (1924–2019), deutscher Journalist
- Schuler, Horst (* 1952), deutscher Maler
- Schüler, Irmgard (* 1907), deutsch-israelische Kunsthistorikerin
- Schüler, Jan (* 1963), deutscher Maler und Grafiker
- Schuler, Jean (1912–1984), deutscher Maler
- Schuler, Johann (* 1958), deutscher Theater- und Filmschauspieler
- Schuler, Johann Melchior (1779–1859), Schweizer evangelischer Geistlicher, Heimatforscher, Autor und Herausgeber
- Schuler, Johannes (1800–1859), österreichischer Politiker
- Schüler, Johannes (1894–1966), deutscher Dirigent und Komponist
- Schuler, Josef (1889–1957), schweizerischer Landwirt und Politiker
- Schuler, Joseph (1847–1906), deutscher Geistlicher und Politiker (Zentrum), MdR
- Schüler, Julius (1850–1914), deutscher Landwirt, Bürgermeister und Politiker (Zentrum), MdR
- Schüler, Klaus (* 1957), deutscher Politiker (CDU)
- Schuler, Laura (* 1987), Schweizer Jazz- und Improvisationsmusikerin (Geige, Komposition)
- Schuler, Luca (* 1998), Schweizer Freestyle-Skisportler
- Schuler, Luca (* 1999), deutscher FußballspielerLuca Schuler (* 1999)

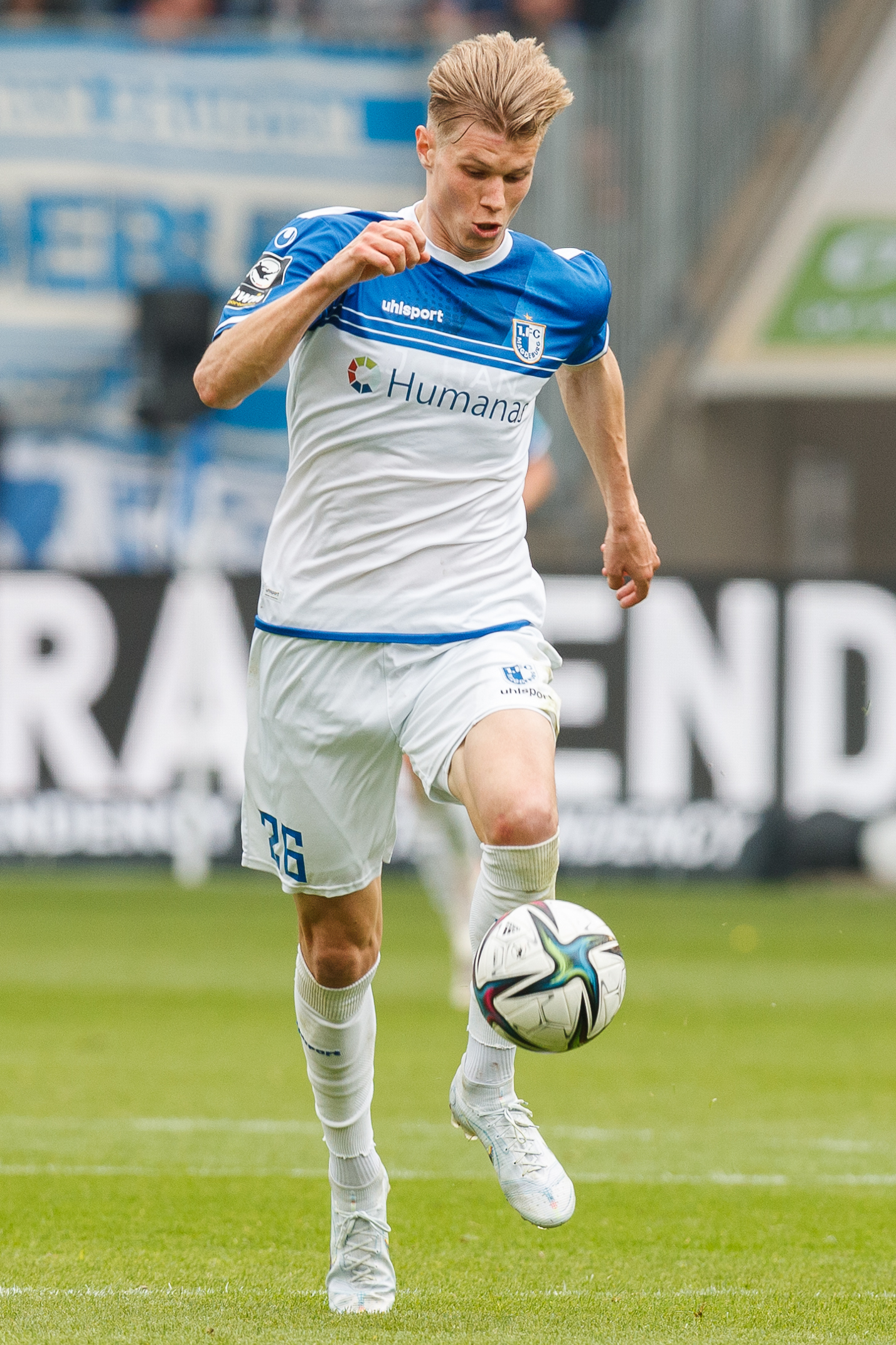
Luca Schuler (* 1999)

- Schüler, Ludwig (1836–1930), deutscher Kommunalpolitiker
- Schüler, Lutz (* 1968), deutscher Manager
- Schuler, Luzius (* 1989), Schweizer Jazzmusiker (Piano, Komposition)
- Schüler, Manfred (1932–2025), deutscher Finanz- und Verwaltungsfachmann und Politiker (SPD)
- Schüler, Manfred (1935–2001), deutscher Eisschnellläufer
- Schuler, Marco (* 1972), deutscher Maler, Bildhauer und Videokünstler
- Schuler, Marcus (* 1971), deutscher Hörfunkjournalist
- Schüler, Maria (* 1939), deutsche Hörspiel-Dramaturgin, Übersetzerin und Hörfunkmoderatorin
- Schüler, Marie-Charlott (1958–2010), deutsche Schauspielerin
- Schuler, Mark (* 1984), Schweizer Unihockeyspieler
- Schuler, Markus (* 1977), deutscher Fußballspieler
- Schüler, Martin (* 1958), deutscher Theater-Regisseur und Intendant
- Schuler, Martina (* 1990), Schweizer Unihockeyspielerin
- Schuler, Matthias (1876–1955), deutscher Theologe und Kirchenhistoriker
- Schüler, Max (1849–1934), deutscher Porträt- und Genremaler der Düsseldorfer Schule
- Schuler, Max (1893–1967), Politiker Rheinland-Pfalz
- Schuler, Maximilian (1882–1972), deutscher Ingenieur und Maschinenbauer, Hochschullehrer
- Schüler, Michael (* 1997), deutscher FußballspielerMichael Schüler (* 1997)

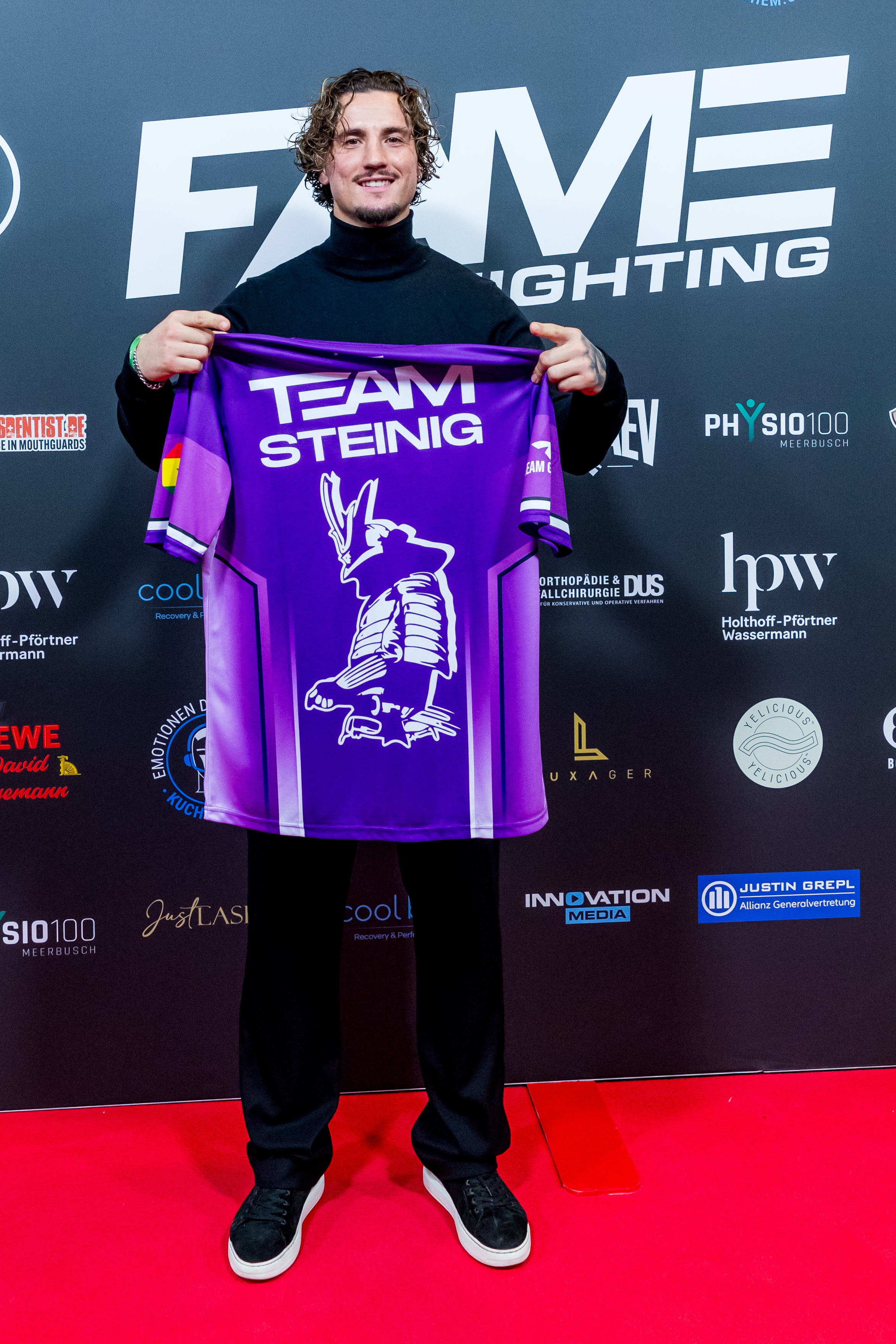
Michael Schüler (* 1997)

- Schüler, Nico (* 1970), deutsch-amerikanischer Musikforscher
- Schuler, Norbert (* 1938), deutscher Hockeyspieler
- Schüler, Norbert (* 1944), deutscher Politiker (CDU), MdL
- Schüler, Otto (1901–1974), deutscher Mundartdichter
- Schuler, Patrik (* 1990), Schweizer Fussballspieler
- Schuler, Paul (* 1964), römisch-katholischer Priester und geistlicher Leiter des Fernsehsenders K-TV
- Schüler, Paul (* 1987), deutscher Wasserballspieler
- Schuler, Peter (* 1942), deutscher Politiker (CDU), MdL
- Schüler, Peter (* 1952), deutscher Politiker (SED, Bündnis 90, parteilos), MdL
- Schuler, Peter-Johannes (1940–2013), deutscher Historiker
- Schüler, Ralf (1930–2011), deutscher Architekt
- Schuler, Ralf (* 1965), deutscher JournalistRalf Schuler (* 1965)

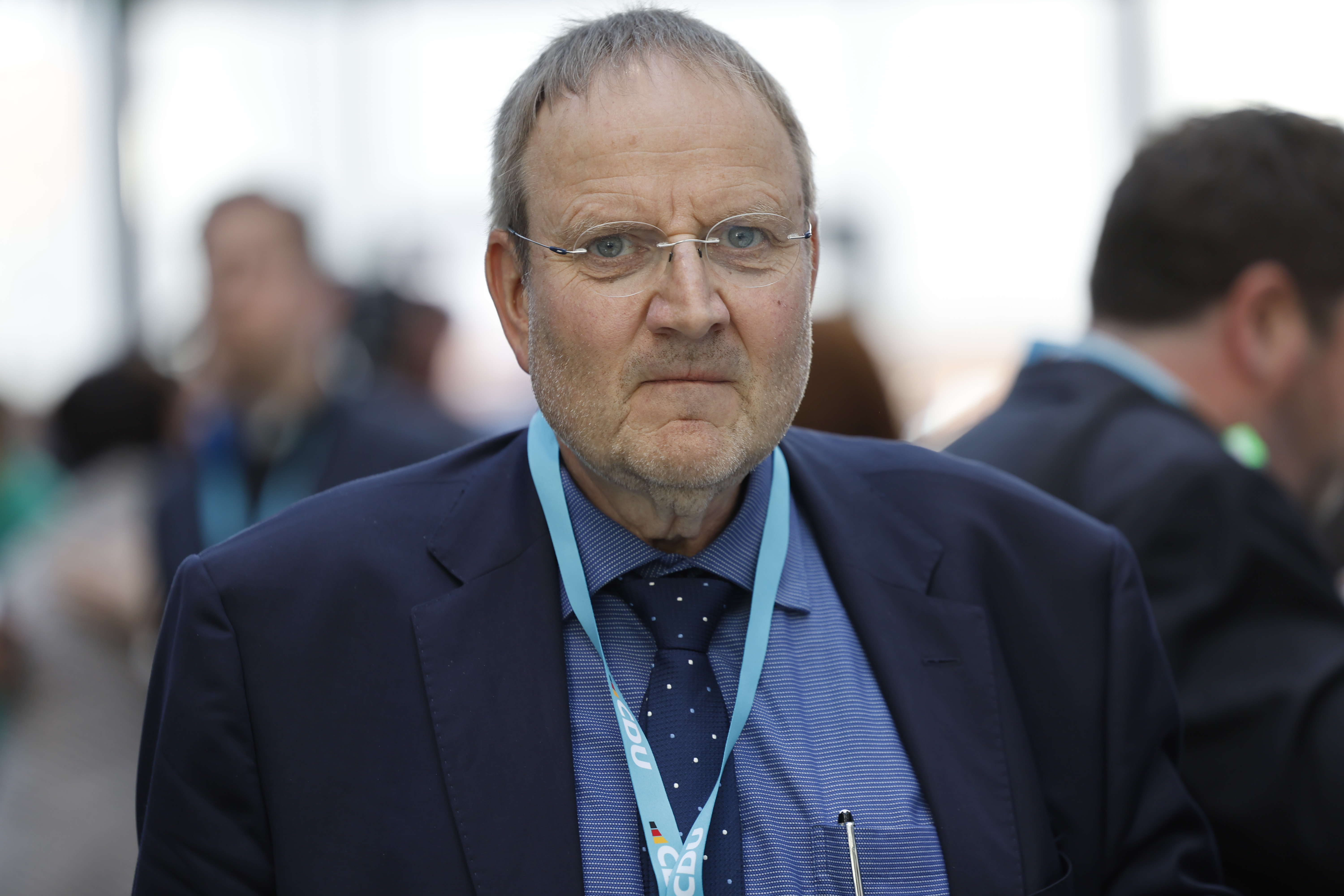
Ralf Schuler (* 1965)

- Schüler, Sascha Jörg, deutscher Neonazi
- Schüler, Saskia (* 1964), deutsche Künstlerin
- Schüler, Sebastian (* 1976), deutscher Religionswissenschaftler
- Schuler, Sérgio (* 1972), brasilianischer Skirennläufer
- Schüler, Sonja (* 1950), deutsche Lyrikerin
- Schüler, Sylva (* 1926), deutsche Schauspielerin, Programmsprecherin und Moderatorin
- Schuler, Thomas (* 1944), deutscher Historiker und Museumsdirektor
- Schüler, Thomas (1948–2015), österreichischer Schauspieler, Hörspielsprecher und Synchronsprecher
- Schuler, Thomas (* 1965), deutscher Autor und Journalist
- Schuler, Thomas (* 1970), deutscher Historiker
- Schüler, Tilo (* 1980), deutscher Radrennfahrer
- Schuler, Tom (* 1956), US-amerikanischer Radrennfahrer und Radsporttrainer
- Schüler, Uwe (* 1969), deutscher Jurist, politischer Beamter
- Schüler, Volker H. W. (* 1939), deutscher Heimatforscher, Historiker, Sachbuchautor, Publizist, Verleger und Hörfunkredakteur
- Schüler, Wilhelm (1877–1953), deutscher Politiker (CDU)
- Schüler, Wilhelm (1899–1964), deutscher Politiker (DRP), MdL
- Schuler, Wilhelm (1914–2010), deutscher Chemiker, Erfinder und selbstständiger Unternehmer
- Schüler, Winfried (1934–2020), deutscher Archivar
- Schüler, Wolfgang (* 1939), deutscher Autor
- Schüler, Wolfgang (* 1952), deutscher Schriftsteller, Rechtsanwalt und Journalist
- Schüler, Wolfgang (1958–2024), deutscher Fußballspieler
- Schuler-Harms, Margarete (* 1959), deutsche Rechtswissenschaftlerin, Richterin und Universitätsprofessorin
- Schüler-Springorum, Horst (1928–2015), deutscher Rechtswissenschaftler
- Schüler-Springorum, Stefanie (* 1962), deutsche Historikerin
- Schüler-Täsch, Sandy (* 1974), deutsche Juristin, Richterin am Bundesfinanzhof
- Schüler-Witte, Ursulina (* 1933), deutsche Architektin
- Schulerud, Ingrid (* 1959), norwegische DiplomatinIngrid Schulerud (* 1959)

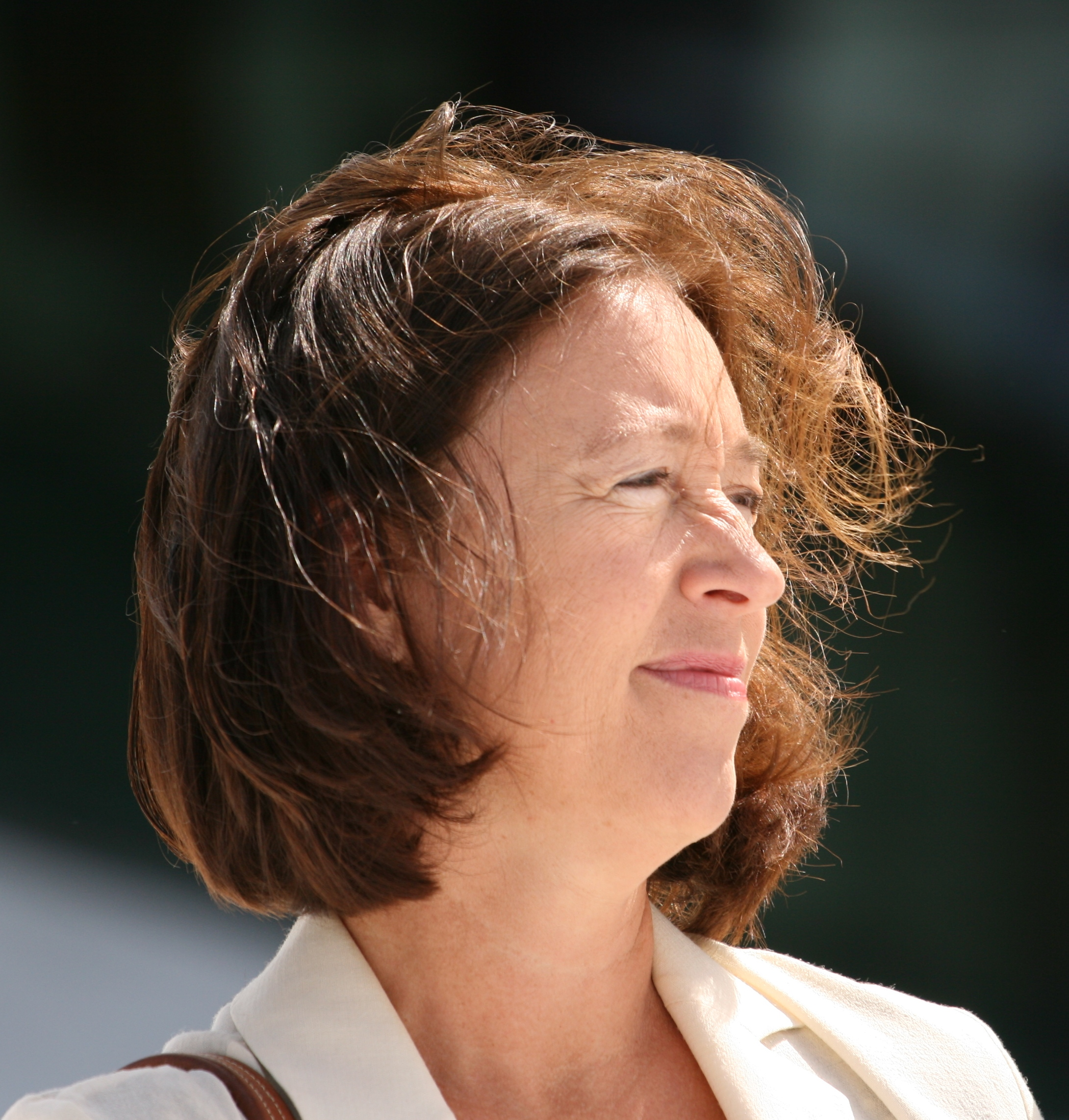
Ingrid Schulerud (* 1959)

### Schuleu
- Schuleu, Jauheni (* 1984), belarussischer Biathlet

### Schulev
- Schulev-Steindl, Eva (* 1959), österreichische Juristin und Universitätsprofessorin